# Montegridolfo
Montegridolfo (romanyol nyelven Mun't Gridòlf) település Olaszországban, Emilia-Romagna régióban, Rimini megyében. Lakosainak száma 994 fő (2023. január 1.). Montegridolfo Mondaino, Saludecio, Tavullia és Vallefoglia községekkel határos.

## Népesség
A település lakossága az elmúlt években az alábbi módon változott:
| Lakosok száma | 1006 | 1003 | 994  |
|               | 2017 | 2018 | 2023 |